# Casa de Manak
En la periferia del antiguo barrio  de Savamala, en la esquina de las calles Kraljevića Marka y Gavrila Principa, está situada la Casa de Manak, testigo mudo de los tiempos pasados.
Se declaró monumento de cultura por la Resolución del Instituto de protección del patrimonio cultural de Belgrado n° 277/2 del 9 de mayo de 1963. Con la Decisión publicada en el Boletín Oficial de SRS (República socialista de Serbia), No. 14/79  ha sido declarada  patrimonio cultural de gran interés.

## Historia
A principios del siglo XIX, Savamala, junto con Palilula, fue el único barrio periférico habitado en su mayoría por los serbios. Arrancaba desde la actual calle Kraljevića Marka y abarcaba la zona alrededor de Zeleni venac, las calles Bosanska (Gavrila Principa) y Abadžijska (Narodnog fronta). Cuando el príncipe Miloš Obrenović, en la primera mitad del siglo XIX, recibió como regalo del pachá turco la zona a las orillas del Sava, aquel barrio tenía aspecto de un pueblo con chozas humildes, cochambrosas cabañas de pescaderos y alguna que otra enclave gitana. Deseando convertir Belgrado en una ciudad moderna, Miloš inició las obras de regulación y transformación de esta área.
Todor Stefanović Vilovski, al escribir sobre el primer intento de la regulación de la ciudad de Belgrado entre 1834 y 1834, afirma:
„Los trabajos de regulación de la nueva ciudad y la construcción de los edificios estatales nuevos no se realizaron con rapidez. Abarcaron todo el período de 1834 a 1838, incluso se prolongaron hasta el año 1842. Parece que el príncipe Miloš no se decidía a traer arquitectos de Viena, tal y como le había aconsejado Felber. Se encargaron estos trabajos a la mano de obra local, es decir a los artesanos de la antigua Serbia, entre los que había constructores hábiles y expertos pero que carecían de mayores conocimientos de ingeniería y arquitectura.
Por supuesto que la regulación de la nueva ciudad no se realizó de la manera que el príncipe y sus consejeros habían concebido. Los particulares compraban solares y construían casas donde y como les venía en gana. El trazado de nuevas calles  se debía a la cualidad del terreno en el que se construían o a la pura sensatez de los edificios construidos pero definitivamente no a algún plan previo...
De esta manera se creó Savamala, un área hasta entonces despoblada y desolada pero ahora el centro de la vida nacional política y económica serbia en Belgrado, cuyo destino sería convertirse en el núcleo de la nueva ciudad serbia y cuyo desarrollo y expansión constantes impedirían que los turcos prolongaran su presencia en Belgrado.“
La casa de Manak demuestra la situación antes de la regulación y de la creación del nuevo barrio de Savamala serbio. Bajo órdenes del príncipe Miloš, “indžiliri“(ingenieros) la vigilaron mientras se destruía Savamala y se trazaban calles nuevas. No se conoce el año exacto de su edificación. Se supone que fue construida en la misma época en que se edificaron la Residencia de Princesa Ljubica y la taberna „?“.
Hay varias leyendas que se asocian con esta casa. Según una de ellas, en ella se albergaba tatar (correos) del príncipe Miloš Obrenović. En los tiempos de Miloš Obrenović no había servicio de correos regulado ni rutas de correo con itinerarios establecidos ni horarios de salida o llegada de los envíos. La distribución del correo la ejercían, según necesidades, los carteros en caballos, que se llamaban tatari. Llevando el correo, durante el viaje los tatari pasaban por las estaciones de correo donde cambiaban de caballos, descansaban y comían. A las estaciones de correo se las bautizaba con sus nombres y según la leyenda, una de ellas, la Casa de Manak, se encontraba en la ruta por la que los tatari distribuían cartas oficiales y documentos estatales.
Con esta casa también está vinculada la leyenda de que se construyó para un agá (gobernador civil y militar) turco y su harén. Se sabe con certeza que un griego, Manojlo Manak, la compró y que durante los años setenta del siglo XIX, tenía una panadería y una taberna en la planta baja mientras el piso lo utilizaba como vivienda. Por su pariente, Manak Mihajlović, se le dio el nombre que lleva ahora.
Los viejos belgradenses la recuerdan como taberna.  En la fotografía más antigua, conservada en el Museo de Belgrado, se ven el letrero que lleva nombre de Arsa Petrović y delante de la casa, en la acera, las mesas. Aparte de por fotógrafos curiosos, el aspecto de la Casa de Manak ha sido documentado por el arquitecto Štaudinger y por el litógrafo Luka Mladenović.

## Arquitectura
Por sus características constructivas la Casa de Manak, situada en la antigua regulación, es un vivo testimonio del desarrollo de Belgrado. En ella se manifiestan los procedimientos constructores, adaptación al terreno y la cultura residencial de aquella época. Fue construida con el sistema “bondruk”, una construcción de madera rellenada con ladrillos de barro cocido. Está recubierta con tejas. La distribución de los espacios es consecuencia de la regulación heredada y del terreno desnivelado. Consta del  sótano, planta baja, entresuelo y piso.
A mediados de los años cincuenta del siglo XX, la casa estaba en ruinas y a punto de colapsar. Su derribo fue impedido y el Instituto de protección del patrimonio cultural de Belgrado realizó la restauración y la conservación del edificio, de 1964 a 1968. El proyecto de la reconstrucción completa se encargó al arquitecto Zoran Jakovljević y en aquella ocasión se reforzaron los fundamentos, se reemplazó la construcción bondruk de madera pero se mantuvo la distribución y el tamaño de las habitaciones. Se preservaron también los detalles del interior – el techo de madera, chimeneas y escaleras. El porche fue completamente reconstruido a partir de algunas construcciones comparables, de aquella época y de arquitectura parecida, ubicadas en Belgrado, Grocka y Sopot.
Las obras se realizaron específicamente para que la casa albergara la colección etnográfica de Hristifor Crnilović (1886-1963) que era pintor, uno de los pocos investigadores y coleccionistas del patrimonio folclórico quien dejó  tras sí una colección de objetos tan importantes que por sí sola representa un propio museo de la creación popular.
La Colección del pintor y coleccionista Hristifor Crnilović fue cedida por contrato de regalo a la ciudad de Belgrado y la Casa de Manak reformada y adjudicada al Museo etnográfico para la instalación, custodia y exhibición de la colección en cuestión. La Colección del pintor y coleccionista Hristifor Crnilović fue cedida por contrato de regalo a la ciudad de Belgrado y la Casa de Manak reformada y adjudicada al Museo etnográfico para la instalación, custodia y exhibición de la colección en cuestión.
Hoy día alberga talleres para el estudio de  oficios tradicionales y artes folclóricas – el  tejido hecho a mano, la cerámica y también la escuela de técnicas gráficas. En la planta baja de la Casa de Manak se encuentra un escaparate etnográfico. Gracias a la conservación de este monumento arquitectónico como un singular centro cultural, con las exposiciones que en este ambiente evocan el espíritu del antiguo Belgrado, la casa adquirió un valor museístico y se ha convertido en un  espacio educativo. Hoy en día, junto con las fuentes históricas, esta casa nos informa sobre la evolución de la sociedad serbia, sobre el desarrollo de la arquitectura residencial y de la economía de aquella época, es decir sobre la continuidad del desarrollo arquitectónico del Belgrado del siglo XIX en  la pendiente del río Sava.